# غلد وورس (لعبة فيديو)
غلد وورس (بالإنجليزية: Guild Wars)‏ هي لعبة أكشن تقمص الأدوار على الإنترنت تم إنتاجها في سنة 2005، وقد تم تطويرها من قبل شركة أرينا نيت ونشرها من قبل شركة إن سي سوفت وهي أول لعبة من سلسلة ألعاب غلد وورس. يتم استخدام بعد ثلاثي بين اللاعبين في اللعبة بشخصية اللاعب الثالث مع وجود خيار للعب بشخصية اللاعب الأول ويسمح للدردشة خلال اللعبة.